# Coburg in der Zeit des Nationalsozialismus
Früher als andernorts trat der Nationalsozialismus in Coburg in Erscheinung. Schon Ende der 1920er Jahre entwickelte sich die NSDAP zur bestimmenden Partei in der Stadt Coburg. Sie errang am 23. Juni 1929 bei 43,1 % Wählerstimmen mit 13 von 25 Stadtratssitzen eine absolute Mehrheit, am 18. Januar 1931 wehte erstmals in Deutschland an einem öffentlichen Gebäude, dem Coburger Rathaus, die Hakenkreuzfahne.:S. 194 :S. 107 Am 16. Oktober 1931 wählte der Stadtrat den Nationalsozialisten Franz Schwede zum Ersten Bürgermeister Coburgs und am 26. Februar 1932 verlieh Coburg als erste deutsche Stadt Adolf Hitler die Ehrenbürgerrechte. Coburg führte den Ehrentitel „Erste nationalsozialistische Stadt Deutschlands“.

## Soziologische Struktur nach dem Ersten Weltkrieg
Anfang der 1920er prägte kleinstädtisches Bürgertum mit Beamten, Angestellten sowie Pensionisten und Rentnern das wirtschaftliche und soziale Bild der ehemaligen Residenzstadt, die mit der Vereinigung des Freistaates Coburg mit dem Freistaat Bayern am 1. Juli 1920 bayerisch wurde. Politisch war traditionell eine bürgerlich-liberale bis nationalkonservative Einstellung vorhanden. Die Abdankung des Herzogs Carl Eduard von Sachsen-Coburg und Gotha hatte zu einem Identitätsverlust der Bevölkerung geführt. Nur ein Viertel der Bevölkerung gehörte zur Arbeiterschaft. Die Industrie und das Gewerbe siedelten an den Stadträndern, kleine Korbmacherbetriebe waren dominierend. Unter den größeren Betrieben gab es die Fleisch- und Wurstwarenfabrik C. Großmann mit 100 Mitarbeitern, die Karosseriefabrik N. Trutz mit 175 Mitarbeitern, zwanzig metallbearbeitende Betriebe mit insgesamt 600 Mitarbeitern und sechs Brauereien. Die dominierenden Korbflechter waren vor allem Wähler der Sozialdemokraten. Gemäß der Volkszählung von Juni 1925 hatte Coburg rund 24.300 Einwohner und war stark protestantisch geprägt. 90 % der Bevölkerung waren evangelisch, 7,3 % katholisch und 1,3 % mosaischen Glaubens.

## Parteipolitisch Rechte Anfang 1920er
Anfang der 1920er Jahre war in Coburg die parteipolitische Rechte stark zersplittert. Es gab im Januar 1920 die Einwohnerwehr mit 250 Mann, unterstützt durch den vormaligen Herzog Carl Eduard von Sachsen-Coburg und Gotha; sie wurde im Juni 1921 aufgelöst. Die Nachfolgeorganisation Bund Bayern und Reich war ab Herbst 1923 beim Nordbayerischen Grenzschutz aktiv und hatte 1923 zwischen 200 und 1000 Mitglieder in der Stadt. Daneben existierte eine Coburger Stahlhelmgruppe, in der unter anderem der spätere Bürgermeister Wilhelm Rehlein aktiv war.
Eine gewisse Bedeutung hatte der Coburger Wikingbund und der Deutschvölkische Schutz- und Trutzbund, dessen Ortsgruppe mit Hans Dietrich als Vorsitzendem im Dezember 1922 zirka 400 Mitglieder zählte. Außerdem war seit Sommer 1922 noch der Jungdeutsche Orden in der Stadt vertreten. Der Organisation gehörten im April 1923 1800 Personen unter der Führung der Pfarrer Johnsen aus Gauerstadt und Döbrich aus Neustadt an. Insgesamt 17 Vereine und Verbände waren in Coburg in der Vaterländischen Arbeitsgemeinschaft organisiert.:S. 87–90 Am Jungdeutschen Tag, am 8. Juli 1923, feierte Döbrich einen Gottesdienst auf dem Schlossplatz und Johnson weihte die Fahnen der Ballei Franken. Später zogen 6000 bis 7000 Teilnehmer durch Coburg, in der unter anderem Hakenkreuzfahnen und antijüdischen Parolen aufgehängt waren.
Bei der Wahl zur Deutschen Nationalversammlung Anfang 1919 erhielten die bürgerlich-konservativen Parteien in der Stadt Coburg eine absolute Mehrheit der Wählerstimmen, die Sozialdemokratische Partei Deutschlands rund 45 %.:S. 37 Bei der Reichstagswahl im Juni 1920 stimmten für die DDP 25 %, die Deutsche Volkspartei 23,6 % und die Linken, bestehend aus SPD und USPD, 40 % der Wähler. Ähnlich waren die Verhältnisse nach der Stadtratswahl im November 1921, als die Bürgerliche Parteienliste von 61 % der Abstimmenden und die beiden linken Parteien von 34 % gewählt wurden.

### Deutscher Tag

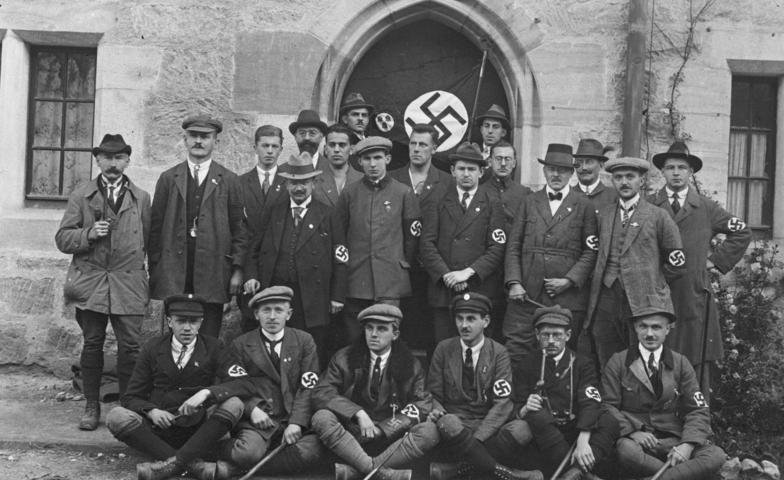
Delegation der NSDAP am 15. Oktober 1922 vor dem Gästehaus der Veste, ganz links mit Pfeife und Hut Oskar Körner, 2. Vorsitzender der NSDAP, der beim Hitlerputsch starb

Die Zeit des Nationalsozialismus begann in Coburg mit dem Deutschen Tag im Oktober 1922. Dem Coburger Lehrer Hans Dietrich, Gauleiter des Deutschvölkischen Schutz- und Trutzbundes (DVSTB) Nordbayern, gelang es, den Dritten Deutschen Tag, eine Tagung des DVSTB mit anderen völkischen Verbänden und Parteien für das Wochenende am 14. und 15. Oktober 1922 nach Coburg zu holen, unter anderem mit Hinweis auf Coburgs nationale Tradition und weil der DVSTB in Bayern nicht verboten war. Als Organisator lud er auch die Münchner Nationalsozialistische Deutsche Arbeiterpartei (NSDAP) mit Adolf Hitler und „einigen Herren seiner Begleitung“ ein, in der Hoffnung, dass deren kompromisslose Radikalität die Bedeutung der Veranstaltung steigern würde.:S. 94
Hitler nutzte die propagandistische Möglichkeit, seine Partei auch außerhalb von München bekannt zu machen, sagte die Teilnahme zu und fuhr am 14. Oktober mit einem Sonderzug und etwa 650 SA-Begleitern, mit Bergstöcken oder Gummiknüppeln ausgerüstet, unter Mitnahme einer Musikkapelle und von Fahnenschmuck nach Coburg. In Begleitung Hitlers befanden sich unter anderem Alfred Rosenberg, Julius Streicher, Max Amann, Fritz Sauckel, Martin Mutschmann und Otto Hellmuth. Außer der Münchner Abordnung kamen weitere 20 NSDAP-Abordnungen aus Deutschland in die Stadt. Am 14. Oktober kamen etwa 3000 und am 15. Oktober 4000 Besucher zum Deutschen Tag nach Coburg.:S. 112
Obwohl von der Regierung von Oberfranken untersagt, marschierte die SA im geschlossenen Zug mit Musik und Fahnen durch Coburg zum Tagungsort, dem großen Saal der Hofbräugaststätten in der Mohrenstraße (1971 abgerissen), und später zur Unterkunft, dem alten Schützenhaus am Anger (1978 abgerissen). Dabei kam es mit 500 bis 600 Gegendemonstranten, Arbeitern aus Coburg und Südthüringen, zu Straßenschlachten. Es gab mehrere Verletzte auf beiden Seiten, auch unter den Polizisten der Coburger Stadtpolizei und Bayerischer Landespolizei. Hitler wird hier das erste und einzige Mal persönlich gewalttätig.
Am Abend fand in dem mit etwa 3000 Personen überfüllten großen Saal der Hofbräugaststätte die Hauptveranstaltung statt, bei der in Anwesenheit von Carl Eduard Herzog von Sachsen-Coburg und Gotha sowie seiner Gemahlin Viktoria Adelheid Hitler einer der Hauptredner war und die Zuhörer begeisterte. Nach ihm sprachen noch Dietrich Eckart, Anton Drexler und Hermann Esser.:S. 103 Seitdem wurde Carl Eduard zu den Anhängern und Förderern der NSDAP gezählt.:S. 91
In der Nacht vom 14. auf den 15. Oktober kam es in der vor allem von Arbeitern bewohnten Gemeinde Ketschendorf, damals ein Vorort Coburgs, wieder zu schweren Zusammenstößen zwischen der SA und Arbeitern. Für den Sonntag, den 15. Oktober, war um 14 Uhr ein Zug des Deutschen Tages zur Veste oberhalb Coburgs vorgesehen. Diesem kam Hitler um 13 Uhr mit einem eigenen Zug zuvor, rund 2000 Anhänger begleiteten ihn. Auf der Veste fand eine Parade der SA-Hundertschaften statt und nach einer kurzen Ansprache Hitlers kehrten die Teilnehmer ins Tagungslokal in Coburg zurück. Nach der Schlussveranstaltung im Hofbräuhaus, auf der Hitler eine weitere Ansprache hielt, marschierten die Nationalsozialisten gegen 22 Uhr mit Fahnen und Musik zum Bahnhof Coburg. Dabei gab es aus der Bevölkerung teilweise Beifall.:S. 106
Am Sonntag kam es außerdem zu verschiedenen antisemitischen Kundgebungen durch SA-Männer. Dabei wurde unter anderem dem Direktor der Fleischfabrik Großmann, Abraham Friedmann, mit Totschlag gedroht, da dieser angeblich 100.000 Reichsmark an Linksextreme gezahlt habe, damit die Veranstaltungen gestört würden.:S. 105 Hitler würdigte den „Zug nach Koburg“ in seinem Buch Mein Kampf als Markstein der Bewegung.

## Gründung und Aufstieg der NSDAP

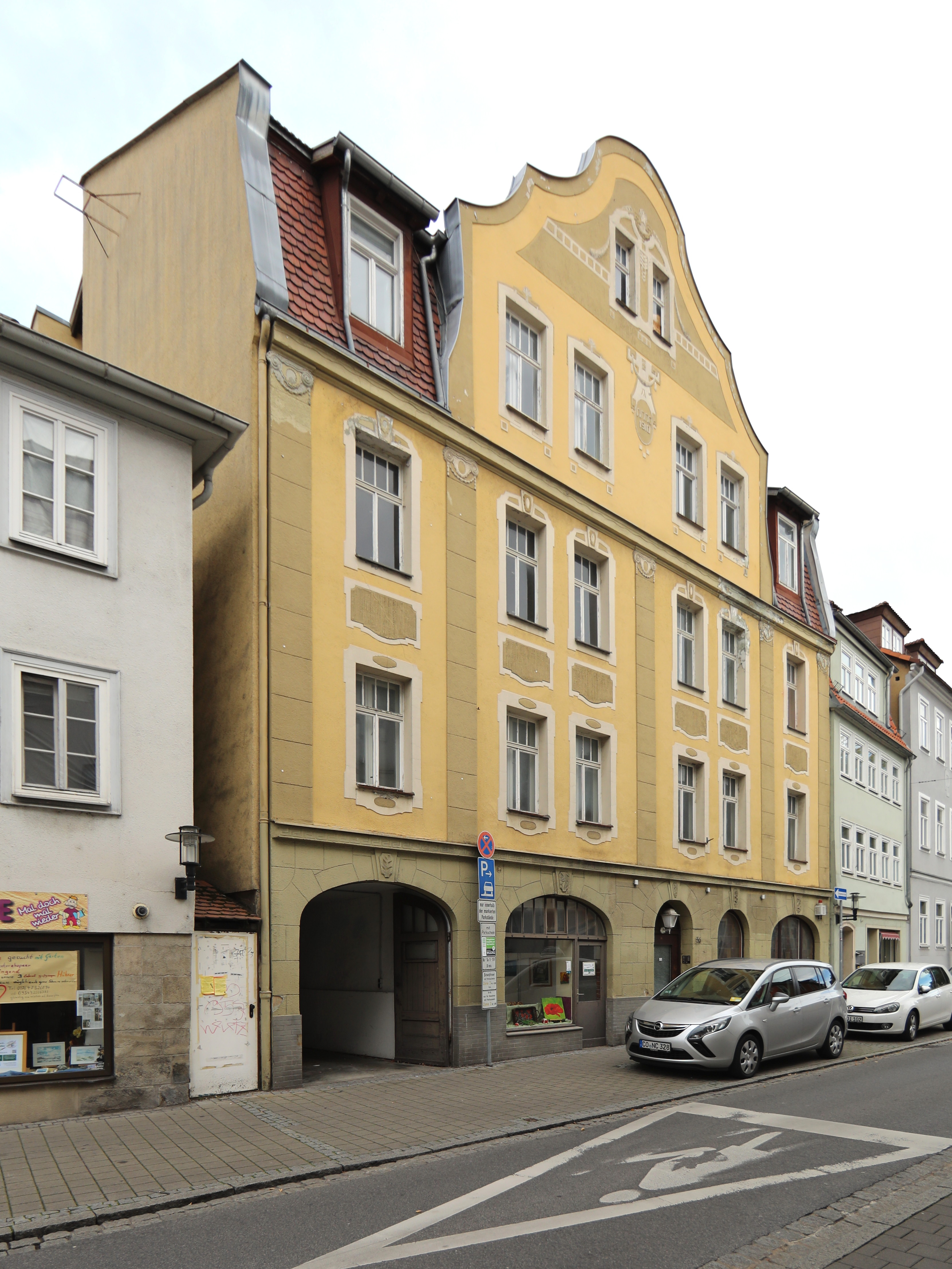
Gründungslokal der Coburger NSDAP-Ortsgruppe in der Judengasse 36

Nach der Massenveranstaltung am Deutschen Tag mit Hitlers Auftritt trafen sich am 24. Oktober desselben Jahres 86 Coburger im Gasthaus Weißes Ross in der Judengasse 36 zur Bildung einer NSDAP-Ortsgruppe.:S. 80 Die eigentliche Gründung der NSDAP-Ortsgruppe-Coburg folgte am 14. Januar 1923 mit etwa 40 Mitgliedern.:S. 119 Erster Coburger Ortsgruppenleiter war der Elektrotechniker Riechers, der jedoch bald durch seinen Stellvertreter, den Oberinspektor Heinrich Bergmann, abgelöst wurde.:S. 119 Zeitgleich wurde die Coburger SA aufgestellt. Ortsgruppenleiter war ab dem 1. April 1923 Franz Schwede, die in den folgenden Jahren bestimmende Person der NSDAP in Coburg. Bis Juni 1923 hatte die NSDAP rund 200 Mitglieder, im September waren es mindestens 600.:S. 119
Nach dem gescheiterten Hitlerputsch vom 9. November 1923 wurde die NSDAP verboten. Die Coburger Mitglieder kamen beim Wikingbund oder, wie Schwede, beim Deutschvölkischen Schutz- und Trutzbund unter. Am 29. Dezember 1923 wurde Schwede zum Vorsitzenden der Coburger Ortsgruppe der Nationalsozialistischen Freiheitspartei gewählt.:S. 91
Bei der Landtagswahl in Bayern 1924 kam es in Coburg zu einem Rechtsruck, als der Völkische Block, der rechts von der DNVP angesiedelt war, mit 53,1 % das höchste Stimmenergebnis in Bayern auf sich vereinigen konnte und der Pfarrer Helmuth Johnsen aus Gauerstadt als einziger Vertreter der Völkischen Blocks ein Direktmandat errang. Am 7. Dezember desselben Jahres erreichten bei den Stadtratswahlen die konservativen Gruppierungen Wirtschaftsblock sowie Bürger- und Wirtschaftsblock – ein Zusammenschluss von DNVP, BVP und des Nationalliberalen Verbandes – zusammen 42,3 % der Stimmen beziehungsweise 11 Stadtratsmandate, während die Völkischen mit mehreren ehemaligen NSDAP-Mitgliedern 14,8 % der Wählerstimmen erhielten. In den Coburger Stadtrat wurden der Bäckermeister Ernst Bernhardt, der Holzhändler Georg Linke, der Maschinenmeister Franz Schwede und der Fabrikant Gustav Neutsch gewählt.:S. 95 Mit der Neugründung der NSDAP am 27. Februar 1925 folgte noch im selben Monat die Reaktivierung der NSDAP-Ortsgruppe Coburg mit 100 bis 150 Mitgliedern.:S. 94 Bernhardt, Linke und Schwede wechselten in die neue nationalsozialistische Stadtratsfraktion, während Neutsch, Coburger Ortsvorsitzender des DVSTB, nicht folgte.

Ergebnisse der Coburger Stadtratswahlen von 1919 bis 1929

Da die Drei-Männer-Fraktion im Stadtrat trotz populistischer Anträge, wie die Entschädigungen und Vergütungen der Stadträte an das Wohlfahrtsamt abzuführen, kaum zur Geltung kam, gründete die NSDAP-Ortsgruppe im Juni 1926 das Nachrichtenblatt der Nationalsozialistischen Deutschen Arbeiterpartei für den Bezirk Coburg und angrenzende Gebiete als außerparlamentarisches Sprachrohr.:S. 95 Mit der zweiten Ausgabe im Juli folgte die Umbenennung der Parteizeitung in Weckruf, die zuerst unregelmäßig und ab dem Oktober 1927 als Wochenblatt erschien. Die Schriftleitung hatte bis dahin Friedrich Schubart und im Jahr 1927 Hans Dietrich inne, dem 1928 Hans Schemm und 1929 Arthur Backert folgte. Am 1. Oktober 1930 wurde der Weckruf in Coburger National-Zeitung umbenannt; Erich Kühn wurde Schriftleiter. Es war die erste lokale nationalsozialistische Tageszeitung im Deutschen Reich.:S. 105

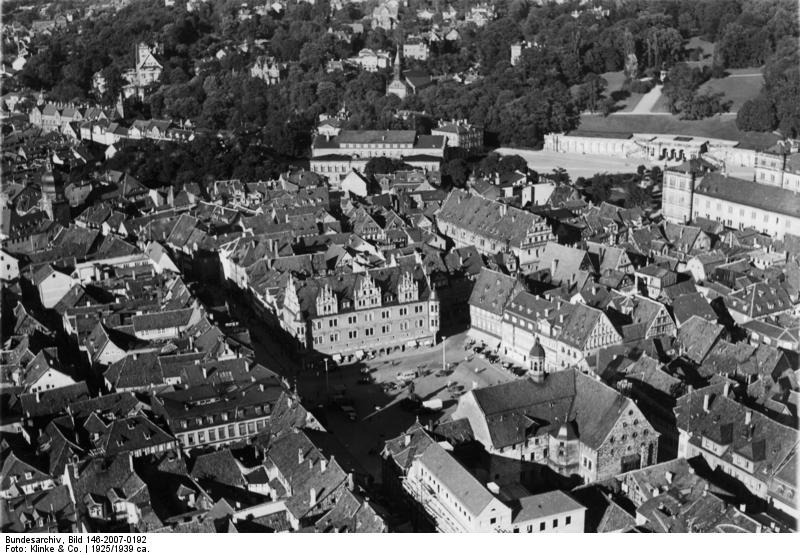
Coburg 1925

Ende 1928 begann der Weckruf eine fünfteilige Hetz- und Verleumdungskampagne gegen Abraham Friedmann, den jüdischen Generaldirektor des Fleischwarenunternehmens Großmann. Gleichzeitig beantragte Schwede im Polizei- und Verwaltungsrat, dass die Stadt die Verleihung des Titels Kommerzienrat an Friedmann verhindern solle. Friedmann wehrte sich gegen die Angriffe auf seine Person durch eine einstweilige Verfügung gegen den Weckruf; außerdem wies er den Arbeitgeber des Maschinenmeisters Schwede, die Städtischen Werke, auf Überlegungen hin, die Koks- und Stromabnahmen einzustellen. Schwede verweigerte die Unterzeichnung einer Erklärung, in der er zustimmen sollte, bei seinen politischen Aktivitäten die Verpflichtungen gegenüber seinem Arbeitgeber zu beachten und in diesem Sinne auch auf die ihm nahestehende Presse einzuwirken. Gleichzeitig wurde im Weckruf die fälschliche Behauptung veröffentlicht, dass Friedmann seine Entlassung gefordert habe. Am 13. Februar 1929 genehmigte schließlich der Betriebsausschuss der Stadt mit sechs zu drei Stimmen die Kündigung Schwedes wegen dessen maßloser öffentlicher Angriffe auf einen Großabnehmer der Städtischen Werke. Der Antrag der NSDAP-Stadtratfraktion, den Beschluss aufzuheben, wurde am 22. Februar im Stadtrat mit 14 gegen 10 Stimmen abgelehnt. Es folgte Anfang März eine Protestveranstaltung der Nationalsozialisten in den Hofbräu-Gaststätten mit 3000 Teilnehmern, in der Schwede seine Entlassung zu einem durch Juden initiierten Angriff auf die NSDAP erklärte. Der Stadtrat Georg Linke kündigte an, einen Antrag über eine Abstimmung zum Zwecke der Auflösung des Stadtrates und Neuwahlen einzuleiten, die dann am 5. Mai 1929 stattfand und unter anderem mit Hilfe massiver NS-Propaganda von rund 62 % der Wähler – 6915 Personen und damit 200 mehr als erforderlich – angenommen wurde. Vier Tage später feierten 1200 Anhänger auf dem Marktplatz mit einem Vorbeimarsch der SA vor Hermann Göring, Franz Ritter von Epp und Hermann Esser den Ausgang des Volksentscheids. Die folgenden Wochen bis zur Stadtratswahl am 23. Juni waren durch einen intensiven Kommunalwahlkampf geprägt. Dabei kam es unter anderem zu einer blutigen Saalschlacht, als Nationalsozialisten eine Versammlung der Sozialdemokraten störten. In der Wahlkampfpropaganda präsentierte Schwede die NSDAP als Partei des kleinen Mannes und Kämpferin gegen die korrupte politische Klasse. Er forderte unter anderem die Durchführung von Notstandsarbeiten, Einsparungen am Gehalt des Sparkassendirektors und die Beseitigung von Sondersteuern. Ersatzweise sollten Großbetriebe und Warenhäuser zusätzlich besteuert werden. Zum Wahlwochenende kam Hitler nach Coburg, um eine Rede zu halten und die Wahlen vor Ort mitzuerleben.:S. 107 ff.

## Herrschaft der NSDAP

Franz Schwede

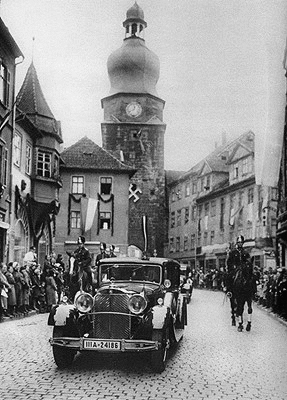
Schwedenhochzeit 1932, Steinweg

### 1929 bis 1933
Bei den Stadtratswahlen am 23. Juni 1929 gewann die NSDAP, insbesondere auf Kosten der DNVP, 43,1 % der Wählerstimmen und errang mit 13 Sitzen eine absolute Mehrheit im 25-köpfigen Stadtrat, die erste absolute Mehrheit für die Nationalsozialisten in einer deutschen Stadt. Joseph Goebbels bemerkte zu dem Wahlausgang in seinem Tagebuch: „Wahlergebnisse: in Coburg von 3 auf 13 […] gestiegen. Fabelhaft!“ Allerdings hatte die Partei nicht die absolute Mehrheit der stimmberechtigten Mitglieder des Stadtrates, da zusätzlich der Erste und Zweite Bürgermeister sowie fallweise der Rechtsrat und der Stadtbaurat stimmberechtigt waren. Auf der Siegesfeier am Wahlabend hielt Hitler erneut eine Rede.:S. 101
Schon in der ersten Sitzung nach den Neuwahlen am 28. Juni, auf der die NSDAP-Fraktion in SA-Uniformen erschien, beschloss der Stadtrat mit den Stimmen von NSDAP und drei Deutschnationalen die Wiedereinstellung und Verbeamtung von Schwede bei den Städtischen Werken. Zuvor hatte das Landgericht in einer Revisionsverhandlung die Kündigung von Schwede für nicht rechtmäßig erklärt, da diese wegen seiner politischen Betätigung erfolgt sei. Zusätzlich stimmte der Stadtrat für die Versetzung des Direktors der städtischen Werke Leonhard Meckel in den Ruhestand. In öffentlichen Sitzungen des Stadtrates wurden die Zuschauerplätze mit SS- und SA-Mitgliedern besetzt, welche die Sitzungen aktiv störten.
Auch bei den gesetzlich anstehenden Stadtratswahlen am 8. Dezember 1929 griff Hitler in den Wahlkampf ein. Bei seiner Rede am 5. Dezember in den Hofbräugaststätten waren unter anderem Carl Eduard Herzog von Sachsen-Coburg und Gotha und seine Gattin anwesend. Die Wahlen am 8. Dezember brachten aber der NSDAP keine weiteren Stadtratsmandate. Mit 45,7 % der Stimmen bekam die Partei erneut 13 Sitze, die SPD hatte mit 27,3 % unverändert sieben Sitze, der nationale Bürger- und Wirtschaftsblock (zuvor DNVP und Nationalliberaler Verband) mit 13,9 % vier Sitze und die DDP mit 3,4 % einen Sitz. Coburg und der Bezirk Coburg hatten sich 1929 zu einer Hochburg der NSDAP mit dem höchsten Organisationsgrad in Oberfranken entwickelt. Die Partei besaß 14 Ortsgruppen und drei Stützpunkte.:S. 118
Die Erlangung der Mehrheit der stimmberechtigten Mitglieder des Stadtrates war das erste Ziel der Nationalsozialisten im Jahr 1930. Dazu wurde ein Antrag auf Einrichtung einer dritten ehrenamtlichen Bürgermeisterstelle eingebracht. Diese sollte Franz Schwede übernehmen, wodurch ein weiterer Nationalsozialist in den Stadtrat nachrücken würde. Erst im fünften Anlauf, am 22. August 1930, kam die erforderliche Mehrheit zustande und am 25. August folgte die Wahl von Schwede. Mit den 13 Stadträten der NSDAP stimmten die beiden Stahlhelm-Mitglieder vom Bürger- und Wirtschaftsblock Karl Güntzel und Wilhelm Rehlein, die zuvor in der Parteizeitung Weckruf wegen ihrer bis dahin ablehnenden Haltung massiv angegriffen worden waren. Weil der zweite Bürgermeister Ernst Altenstädter dauerhaft krank war, war somit die Macht der NSDAP in Coburg vollständig gesichert. Nachdem Altenstädter Ende März 1931 in den Ruhestand getreten war, wurde Schwede am 17. April zum ehrenamtlichen Nachfolger gewählt. Es folgte die Beurlaubung des 46-jährigen ersten Bürgermeisters Erich Unverfähr aus gesundheitlichen Gründen. Nach der Wahl am 16. Oktober 1931 von Franz Schwede zum ehrenamtlichen ersten Bürgermeister, von Werner Faber (später Oberbürgermeister von Wittenberg und Stettin) zum hauptamtlichen zweiten Bürgermeister und von Wilhelm Rehlein zum dritten Bürgermeister, der zur NSDAP wechselte, war die Übernahme der Stadtführung durch die Nationalsozialisten abgeschlossen.:S. 119 ff.

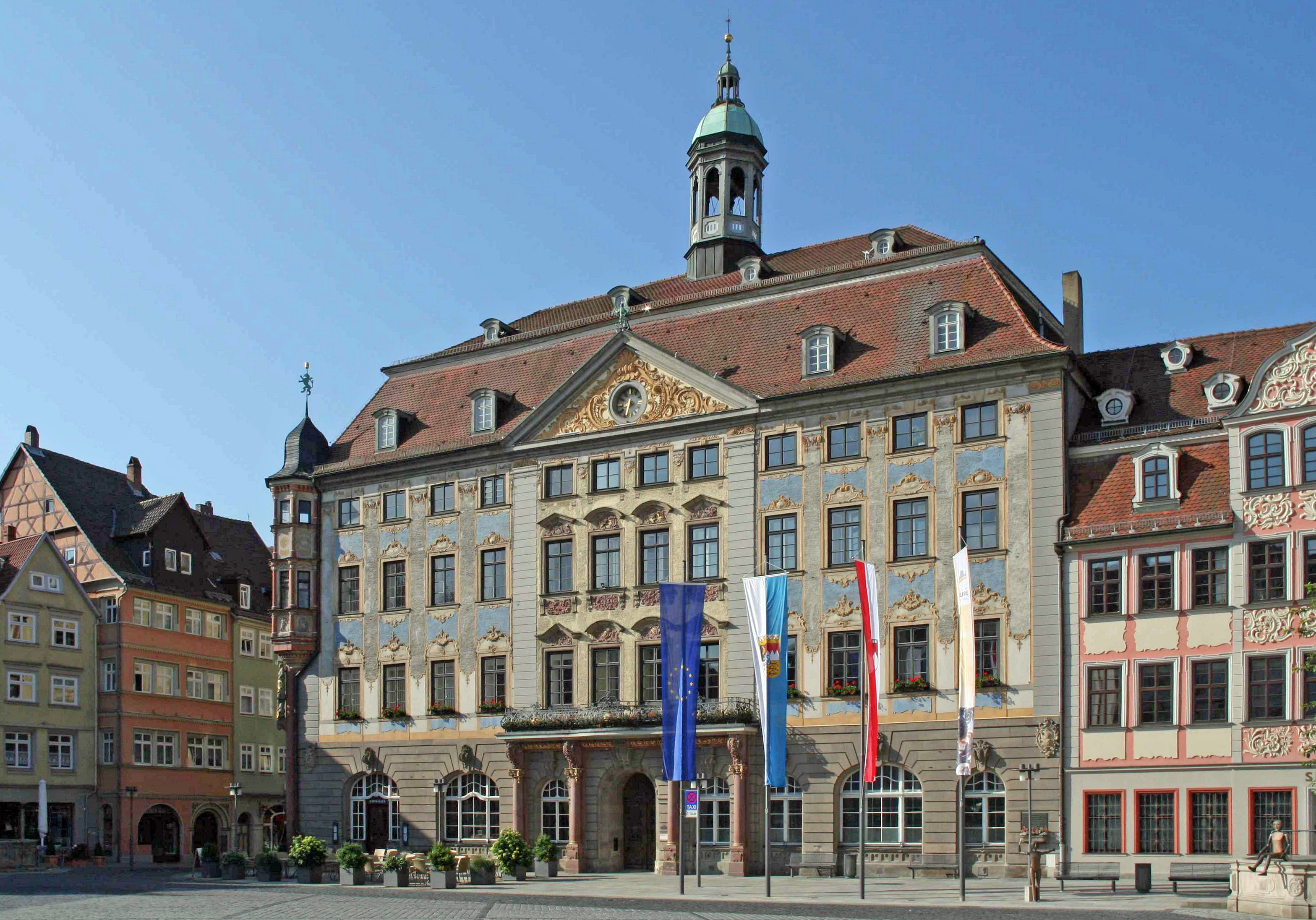
Coburger Rathaus

Die NSDAP nutzte die Mehrheit im Stadtrat zu diversen Festsitzungen, wie am 18. Januar 1931 anlässlich des 60. Jahrestages der Gründung des zweiten deutschen Kaiserreiches. Dabei wurde erstmals im Deutschen Reich an einem Rathaus eine große Hakenkreuzfahne gehisst. Zusätzlich redete Hitler am Abend in den Hofbräugaststätten. Auf der vierten ordentlichen Stadtratssitzung am 26. Februar 1932 wurde nach einem Dringlichkeitsantrag der NSDAP-Stadtratsfraktion Adolf Hitler, der an diesem Tag deutscher Staatsbürger geworden war, das Ehrenbürgerrecht der Stadt Coburg verliehen.:S. 106–108. Die Ehrenbürgerurkunde wurde am 16. Oktober 1932 anlässlich des 10. Jahrestag von Hitlers „Zug nach Koburg“, am sogenannten Hitler-Tag übergeben. Auf der Veranstaltung mit rund 35.000 Personen aus ganz Deutschland wurden unter anderem 250 Teilnehmer des Deutschen Tages von 1921 mit dem Koburger Ehrenzeichen ausgezeichnet. Von den insgesamt 436 Ehrenzeichenträgern stammten 25 aus Coburg.:S. 239 Vier Tage später heiratete unter großer Anteilnahme der Öffentlichkeit Sibylla von Sachsen-Coburg und Gotha, die älteste Tochter des letzten regierenden Herzogs von Sachsen-Coburg und Gotha, Carl Eduard, den schwedischen Prinzen Gustav Adolf aus dem Haus Bernadotte. Zahlreiche in- und ausländische Journalisten berichteten von der sogenannten Schwedenhochzeit aus dem mit Hakenkreuzen geschmückten Coburg.:S. 114 Hitler, der zur Hochzeit eingeladen war, sagte ab.:S. 239
Zuvor hatte sich die Stadt wieder als Hochburg der Nationalsozialisten ausgewiesen. Bei der Reichspräsidentenwahl 1932 erhielt Hitler am 13. März in Coburg 48,5 % der Stimmen. Es war das beste Ergebnis in einer kreisfreien Stadt.:S. 231 Bei der Reichstagswahl am 31. Juli 1932 bekam die NSDAP 9621 Wählerstimmen, was einem Anteil von 58,6 % entsprach, der bei den folgenden Wahlen im November 1932 und März 1933 nicht mehr übertroffen wurde.:S. 123 ff.
Sich auf das Gesetz zur Bewahrung der Jugend vor Schund- und Schmutzschriften von 1926 beziehend veranlasste der Verwaltungs- und Polizeisenat der Stadt am 21. November 1932 fortlaufende Kontrollen von Buchhandlungen und Leihbüchereien.

#### Politik im Stadtrat
Die NSDAP nutzte die Stadtratssitzungen als Forum für ihre Propaganda und zum Ausbau ihrer Macht in der Stadtverwaltung. Die SPD wurde bei der Verteilung der wichtigen Ausschusssitze übergangen und wusste sich meist nur durch Sitzungsboykott und/oder Artikel im parteieigenen Coburger Volksblatt zu wehren. Trotz der eigenen populistischen Forderung, dass Stadträte keine städtischen Aufträge erhalten dürfen, hatten die Stadträte Faber und Streng Aufträge angenommen und der Stadtrat Bernhard sein Wissen aus dem Finanzausschuss für ein Grundstücksgeschäft genutzt. Ab Sommer 1932 wurden amtliche Bekanntmachungen der Stadt nur noch in der Coburger Nationalzeitung, die vom Stadtrat Ernst Kuhn herausgegeben wurde, und erstmals gegen Entgelt abgedruckt. Die Schlüsselpositionen in der Verwaltung und in den städtischen Eigenbetrieben wurden mit Parteimitgliedern besetzt. Neben den in Ruhestand geschickten Bürgermeistern und dem Direktor der städtischen Werke Meckel wurde der Direktor der Coburger Stadtsparkasse Soergel im April 1931 mit einem letztendlich erfolglosen Dienststrafverfahren beurlaubt. Auch der Stadtbaurat Ernst Köster und der Rechtsrat Franz Dehler wurden drangsaliert. Dehler hatte noch 1930 gegen die Ernennung von Schwede als dritten Bürgermeister gestimmt, trat aber September 1932 in die NSDAP ein und machte als Landrat und ab 1938 als Präsident der Verwaltung der bayerischen Schlösser, Gärten und Seen Karriere. Im März 1930 wurden beispielsweise fünf Arbeiter der Städtischen Werke entlassen und durch fünf Mitglieder der NSDAP ersetzt und ab dem 9. Oktober 1930 entschied nur noch der von der NSDAP bestimmte Sparkassenverwaltungsausschuss, ohne den Sparkassendirektor Soergel, über Kündigungen und Einstellungen.:S. 316

#### Finanzpolitik
Entsprechend den Wahlversprechungen beschloss am 24. Juli 1929 der Stadtrat auf Antrag der NSDAP-Stadtratsfraktion die Besteuerung von Warenhäusern und Filialen, die in Coburg generell in jüdischem Besitz waren. Die Warenhaussteuer kam erstmals in Deutschland zur Anwendung. Sie sollte die populistischen Steuersenkungen bei den Gewerbe-, Grund- und Haussteuern und die Streichung von Straßenreinigungs- und Feuerschutzgebühren refinanzieren. Trotzdem wies der Haushaltsplan für 1929/1930 bei Einnahmen von rund 3 Millionen Reichsmark ein Defizit von 727.000 Reichsmark auf, weshalb die Regierung von Oberfranken in Bayreuth die Wiedereinführung der gestrichenen Steuern und Abgaben anordnete und, nach Weigerung der Stadtverwaltung dies umzusetzen, Coburg als einziger Stadt in Bayern das Selbstverwaltungsrecht entzog.:S. 102 Dadurch wurde die bayerische Regierung für die unpopulären Steuerlasten verantwortlich gemacht. Daneben veranlasste der Verwaltungsausschuss der Städtischen Sparkasse Coburg, dass zur Deckung des Haushaltsdefizits 350.000 Reichsmark dem Gewinn der Sparkasse entnommen wurden. Dies geschah trotz Widerspruches des Sparkassendirektors Konrad Soergel, der dem ministeriellen Bescheid, eine Barliquiditätsreserve zu bilden, Folge leisten wollte.:S. 319 Ein Jahr später wies der Haushaltsplan ein Defizit von 650.000 Reichsmark auf und für 1931/1932 waren 800.000 Reichsmark vorgesehen, was zur dauerhaften staatlichen Zwangsverwaltung Coburgs zum Ausgleich des Haushaltes führte. Angesichts von 1,3 Millionen Reichsmark Schulden drohte Coburg im April 1932 die Zahlungsunfähigkeit. Im Mai 1932 legte die Stadtregierung der „nationalsozialistischen Musterstadt“ dann angesichts der bevorstehenden Reichstagswahlen einen ausgeglichenen Haushaltsentwurf vor, dessen Prüfung durch die Regierung in Bayreuth allerdings ergab, dass Einnahmen eingeplant worden waren, auf die Coburg keine Rechtsansprüche hatte. Daher wurde die Stadt zur Erhöhung der Bürgersteuer um 400 % über dem Landesstandard gezwungen.

#### Öffentliche Sicherheit
Die Übernahme der Macht durch die NSDAP führte zu einer rapiden Zunahme politisch motivierter Gewalt in Coburg. So wurde beispielsweise das sozialdemokratische Landtagsmitglied Franz Klingler am 15. Januar 1930 überfallen und bewusstlos geschlagen und jüdische Bürger wurden immer öfter in der Öffentlichkeit angegriffen. Die Ermittlungen der Stadtpolizei, die bald in dem Ruf stand, nationalsozialistisch unterwandert zu sein, führten generell zu keinen Ergebnissen. Untersuchungen eines im Januar 1930 entsandten Kriminalbeamten der Nürnberger Polizeidirektion waren erfolglos. Am 22. August 1930 überfielen SA-Mitglieder einen Umzug der SPD anlässlich des Coburg-Besuchs des ehemaligen Reichskanzlers Hermann Müller. Ein Höhepunkt der Übergriffe war am 28. November, als nach einer SPD-Kundgebung mit dem Hauptredner Wilhelm Hoegner die Teilnehmer aus Neustadt bei Coburg bei der Rückfahrt mit fünf Lastwagen durch 22 Nationalsozialisten mit Steinen und Flaschen beworfen wurden. Ein Lkw-Fahrer wurde am Kopf getroffen. Er verlor die Kontrolle über sein Fahrzeug, das eine Böschung hinunter stürzte und sich überschlug. Dabei wurden zwei Personen schwer und 14 leicht verletzt. Diesmal wurden umfangreiche Ermittlungen durch den Coburger Polizeidirektor Wilhelm Janzen durchgeführt, die letztendlich zu Haftstrafen zwischen drei und acht Monaten für 14 Täter führte. Nach einem Stadtratsbeschluss im Januar 1931 wurde Janzen durch den Polizeiinspektor Scheel abgelöst, mit einer geringeren Besoldungsgruppe in das Wohlfahrtsamt versetzt und im September 1932 pensioniert. Im Sommer 1931 kam es nahezu in jeder Nacht zu Gewalttätigkeiten, insbesondere im August zwischen Nationalsozialisten und Kommunisten.
Die wachsenden Gewalttaten und die Unfähigkeit der willfährigen Stadtpolizei diese zu beenden sowie die Ausgabe von Waffenscheinen für die SS-Führung und Hitlers SS-Leibwache, die von der Münchner Polizei nicht ausgestellt worden waren, veranlasste das bayerische Innenministerium zu handeln. Es übertrug die Polizeigewalt in der Stadt Coburg vom 11. März 1932 bis 8. August 1932 dem Oberregierungsrat Ernst Fritsch in seiner Funktion als Stadtkommissar. Dem Vorstand des Bezirksamts Coburg unterstand unter anderem die Landespolizei.

#### Arbeitsdienst
Im Januar 1932 wurde der Freiwillige Arbeitsdienst der Stadt Coburg eingerichtet, der Prototyp des späteren Reichsarbeitsdienstes. Arbeitslose, männliche Jugendliche wurden in einem Barackenlager im Stadtteil Wüstenahorn zwecks „vorübergehender Beschäftigung und Erziehung“ kaserniert. Der oberste Leitsatz war: „Keine Wohlfahrtsunterstützung ohne Arbeit“. Für den Bezug von Sozialleistungen wurde somit direkt die persönliche Notlage der Betroffenen mit der Bereitschaft zu öffentlicher Arbeit verknüpft. Für ihre schwere körperliche Arbeit im Straßen- und Siedlungsbau sowie im Steinbruch erhielten die „unfreiwilligen“ Arbeitsdienstleistenden 21 Reichsmark pro Woche; davon nur 3,50 auf die Hand. Der Rest wurde für Essen, Lagerunterkunft, Heizung und Versicherungen einbehalten und ein Teil floss an vom Stadtrat bestimmte bedürftige Personen. Das Übrige wurde einem Sparkonto gutgeschrieben. Auftraggeber des Arbeitsdienstes war ein Coburger Bauunternehmer. 60 Mann im Durchschnitt waren dann der Regel nach ein halbes Jahr im Lager. In der Struktur wies dieses mit Rangordnung, Wachdiensten, Märschen und Exerzierübungen eine paramilitärische Ordnung auf. Vergehen, wie Dienstverweigerung, hatten die Entlassung zur Folge. Die NSDAP-Propaganda sorgte dafür, dass der Coburger Arbeitsdienst als Idee der Partei reichsweit bekannt gemacht wurde. Viele Kommunalpolitiker anderer Gemeinden statteten Besuche ab, auch weil mit den Einnahmen des Lagers das städtische Sozialsystem mitfinanziert wurde. Im September 1932 folgte dann allerdings doch die Eingliederung dieses durch die Kommune paramilitärisch geleiteten Arbeitslagers in den Freiwilligen Arbeitsdienst des Reiches, da dieser zu 90 % bezuschusst wurde.:S. 157 ff.

### 1933 bis 1945
Bei den Reichstagswahlen vom 5. März 1933, zu denen die Stadtverwaltung nur Wahlplakate der NSDAP gestattete, bekamen die Nationalsozialisten 56,1 % der Wählerstimmen. Vier Tage später, am 9. März feierten SS- und SA-Angehörige die nationalsozialistische Machtübernahme in Bayern. Eine Verhaftungswelle von 152 Regimegegnern und Juden setzte in Coburg ein. Die Not- und Hilfspolizei, die am 2. März 1933 unter dem Vorwand des Schutzes öffentlicher Gebäude aufgestellt worden war, unter der Leitung von Emil Mazuw stand und aus 55 SS-Angehörigen bestand, wurde dazu eingesetzt. In der sogenannten Schutzhaft wurden Verhöre in einem Gebäude der Stadtpolizei, in der Rosengasse neben dem Rathaus (alte Herberge), der sogenannten „Prügelstube“, von 83 Personen mit Folterungen durchgeführt, um „Geständnisse“ zu erpressen. Dabei anwesend waren teilweise Schwede und Faber. 31 Personen wurden in das KZ Dachau überführt. Auf der Ebene des Bezirksamtes Coburg wurde eine Notpolizei unter der Leitung des Sonderkommissars und SA-Führers Fritz von Baczko gebildet. Arno Fischer wurde stellvertretender Sonderkommissar. Ihm oblagen die Verhaftungen und Verhöre von Regimegegnern und Juden, wobei die Häftlinge im Regelfall misshandelt wurden.:S. 186 Nach Einlieferung mehrerer Misshandelter ins Landkrankenhaus erstatteten die Ärzte Anzeige. Die Ermittlungen wurden aber Anfang Mai eingestellt, zu Verurteilungen durch das Landgericht Coburg kam es erst 1951.
Ab dem 10. März 1933 kam es zu Demonstrationen gegen jüdische Geschäfte mit den Forderungen diese zu schließen. Deren Inhaber kamen schließlich der städtischen Anweisung nach und schlossen ihre Geschäfte vorübergehend.:S. 573 Dem wilden Boykott folgte von 1. bis 5. April 1933 die reichsweite offizielle Boykottaktion. Zusätzlich gab es Anschläge von „Prangerlisten“ mit Namen von Personen, die bei Juden kauften.:S. 117
Am 11. März folgte durch den neuen bayerischen Innenminister Adolf Wagner die Amtsenthebung und Verhaftung des Stadtkommissars Fritsch, dessen Amtsgeschäfte am 3. April auf Schwede übertragen wurden. Damit war auch die letzte Schlüsselposition in der Verwaltung durch einen Parteigenossen besetzt.:S. 117–119 Die sieben Stadträte der SPD wurden im Juli abgesetzt.

#### Ereignisse

Coburger Stadtwappen
von 1934 bis 1945

Coburger Stadtwappen

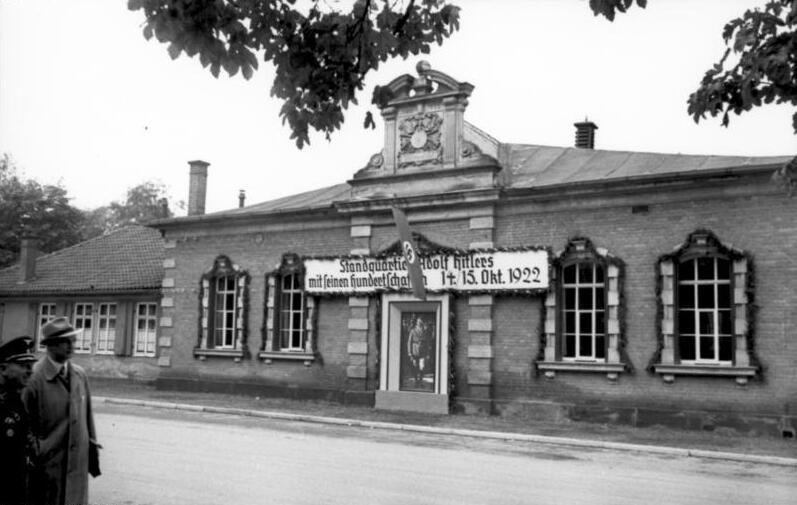
Altes Schützenhaus anlässlich 15-Jahr-Feier zum „Zug nach Koburg“ im Oktober 1937

Am 2. Mai besetzte die SA im Rahmen der Zerschlagung der Gewerkschaften und Konsumvereine das Volkshaus, beschlagnahmte das Vermögen und übergab es an die Nationalsozialistische Betriebszellenorganisation. Am Sonntag, den 7. Mai 1933 kam es im äußeren Hof der Ehrenburg zur Bücherverbrennung. Die Aktion wurde von der Hitlerjugend im Rahmen des neugeschaffenen „Tages der Jugend“ durchgeführt. Der Coburger Unterbannführer der Hitlerjugend, Studienrat Franz Heimberger, Mitglied der NSDAP seit dem 1. Februar 1929 und unter anderem ab 1928 Leiter der neu eröffneten städtischen Volksbücherei, organisierte den Tag mit Kirchgang, Bücherverbrennung und Umzug. Zuvor hatte er am 5. und 6. April, nach Beschluss des Verwaltungssenats, in Begleitung der Polizei unter anderem acht Leihbüchereien kontrolliert und Bücher wegen des Inhalts oder des Verfassers beschlagnahmt. Am 12. Mai 1933 wurde die Bahnhofstraße in Adolf-Hitler-Straße umbenannt.:S. 119 Am Samstag, den 30. September 1933 wurden Karl Pauli, Studienprofessor am Gymnasium Casimirianum, Oskar Engel, Oberlehrer an der Rückertschule, und Steuerrevisor Zöllner von SA-Männern durch die Coburger Innenstadt getrieben und auf dem Marktplatz an den Pranger gestellt.:S. 65 Pauli war Vorsitzender der Coburger DNVP und hatte im Unterricht das Absingen des Horst-Wessel-Liedes abgelehnt. Er bekam ein Schild umgehängt mit dem Text „Ich habe mich über einen SA-Führer beschwert“, gemeint war der SA-Standartenführer und Studienrat August Gerspacher. Gerspacher war für seine Brutalität bekannt.:S. 254 Engel trug ein Schild mit „Ich habe den Schülern verboten, Heil Hitler zu sagen“. Er war von 1924 bis 1929 DVP-Stadtrat und hatte einen Verleumdungsprozess gegen Gerspacher, ab 1929 NSDAP-Stadtrat, gewonnen.:S. 64 Der Text auf dem Schild bei Zöllner ist unbekannt.:S. 65
Der Kult um Franz Schwede, der im Mai die Amtsbezeichnung Oberbürgermeister verliehen bekam, erreichte am 10. September 1933 einen Höhepunkt. Der evangelisch-lutherische Dekan Curt Weiß weihte die neue Rathausglocke unter der Bezeichnung Franz-Schwede-Glocke mit Inschrift „Zu Adolf Hitler ruf ich Dich, Franz-Schwede-Glocke heiße ich“ ein.:S. 110–112. Der Kirchenvorstand der Stadtkirche St. Moriz, der überwiegend aus NSDAP-Mitgliedern bestand, berief im Dezember 1933 auf Wunsch von Hans Schemm, Gauleiter der Bayerischen Ostmark und Bayerischer Kultusminister, den Pfarrer Hans Hoffmann aus Burk, seit 1931 aktives Mitglied der NSDAP, zum zweiten Pfarrer der Gemeinde.
Das spätmittelalterliche Stadtwappen, das den Kopf des Heiligen Mauritius als Mohren darstellt, wurde am 30. April 1934 nach einem Entwurf des Coburger Grafikers Franz Höch, in Anlehnung an das Koburger Ehrenzeichen, durch ein Wappen mit einem SA-Dolch mit Hakenkreuz im Knauf in einem von Schwarz und Gold gespaltenen Schild ersetzt. Der Oberbürgermeister Schwede wollte mit dem geschmiedeten Dolch die Bedeutung der Stadt für die Frühgeschichte der NS-Bewegung hervorheben.:S. 112–119.  Ende Juni 1934 gab Schwede seine Stellung als Oberbürgermeister auf und wurde schließlich als Nachfolger von Wilhelm Karpenstein Gauleiter des Gaues Pommern sowie Oberpräsident der preußischen Provinz Pommern. Der Coburger Stadtrat verlieh ihm am 7. Juli 1934 aufgrund seiner Verdienste der Namenszusatz Coburg. Der neue Oberbürgermeister wurde Otto Schmidt.
Im Mai 1934 eröffnete Robert Ley die erste Reichsschule der NS-Frauenschaft auf Schloss Hohenfels, das sich seit dem 1. November 1932 in städtischem Besitz befand und seit September 1933 in einem Nebengebäude ein Arbeitsdienstlager für Frauen beherbergte. Es war die einzige überregionale Parteieinrichtung in der Stadt.
Das 1927 auf dem Friedhof am Glockenberg errichtete Denkmal für die Gefallenen des Ersten Weltkriegs wurde von den Nationalsozialisten als nicht angemessen kritisiert. Daher beschloss der Stadtrat 1933 den Bau eines Kriegerehrenmals in den Arkaden am Schlossplatz. Die Bauarbeiten begannen im März 1934. Im Rahmen des Generalappells des Führerkorps des Nationalsozialistischen Kraftfahrkorps und der Einweihung des neuen Kriegerehrenmals besuchte Hitler am 19. Oktober 1935 wieder Coburg. Dabei erwähnte er unter anderem in einer Rede die Bedeutung Coburgs für die NSDAP. Aus Anlass des Besuchs trug sich Hitler in das „Goldene Ehrenbuch“ der Stadt Coburg ein.
Am 15. Oktober 1937 war Hitler, von Obersalzberg kommend, zum letzten Male in dem „lieben, alten Coburg“, wie er die Stadt bezeichnete. Anlass war der 15. Jahrestag von Hitlers „Zug nach Koburg“. Auf dem Marktplatz redete er vor 10.000 Menschen, darunter 1.300 Träger des Goldenen Parteiabzeichens. Dabei sagte er unter anderem: „Mit Coburg habe ich Politik gemacht“.:S. 147 Insgesamt besuchte Hitler Coburg vierzehnmal.
Im Jahr 1939 schenkte Coburg gemäß Stadtratsbeschluss Hitler, zur Erinnerung an den Deutschen Tag von 1922, zum 50. Geburtstag das Alte Schützenhaus, das sie für 19.500 RM von der Schützengesellschaft erworben hatte.:S. 93 Das Gebäude wurde Mitte 1970er abgebrochen. Als „Vorort nationalsozialistischer Gesinnung“ durch Hitler bezeichnet hatte sich Coburg den Ehrentitel „Erste nationalsozialistische Stadt Deutschlands“ selbst verliehen.:S. 283 Zwischen 1940 und 1944 feierte die NSDAP immer Mitte Oktober den Jahrestag des Deutschen Tages von 1922.:S. 655 Dabei fanden vom 16. bis 18. Oktober 1942 größere Gedenkfeiern anlässlich des 20-jährigen Jubiläum Hitlers Zuges nach Coburg statt. Reden vor Parteifunktionären hielten der NSDAP-Gauleiter der Bayerischen Ostmark Fritz Wächtler, der Stabschef der SA Viktor Lutze, der Reichsleiter der NSDAP Alfred Rosenberg und der Reichsleiter sowie Leiter des DAF Robert Ley.:S. 172
Im Verlauf des Zweiten Weltkriegs blieb Coburg lange von Luftangriffen verschont. Am 17. August 1940 trafen die Bomben von zwei britischen Flugzeugen drei Gebäude. Am 12. September 1944 griffen drei amerikanische Jagdflugzeuge den Flugplatz Brandensteinsebene an und schossen drei Flugzeuge sowie die Flugzeughalle in Brand. Beim Angriff auf den Güterbahnhof wurde eine Lokomotive beschädigt. Eins der Flugzeuge stürzte bei Cortendorf ab, wobei der Pilot um das Leben kam.:S. 710 Anfang April 1945 befanden sich rund 1500 Wehrmachtssoldaten ohne schwere Waffen in dem zur Festung erklärten Coburg. Am 9. April 1945 setzte sich der Oberbürgermeister August Greim Richtung Bayreuth ab. Vor der Einnahme der Stadt am 11. April 1945 durch Einheiten der 11. US-Panzerdivision hatten Bombenangriffe und Artillerie- sowie Panzerbeschuss 44 total zerstörte, 112 schwer sowie 328 leicht beschädigte Häuser zur Folge.:S. 187 402 Wohnungen waren völlig zerstört und 639 beschädigt, was einem Zerstörungsgrad von 4,1 % entsprach. 45 Coburger und 74 Zwangsarbeiter aus Osteuropa kamen ums Leben.:S. 187

#### Baumaßnahmen

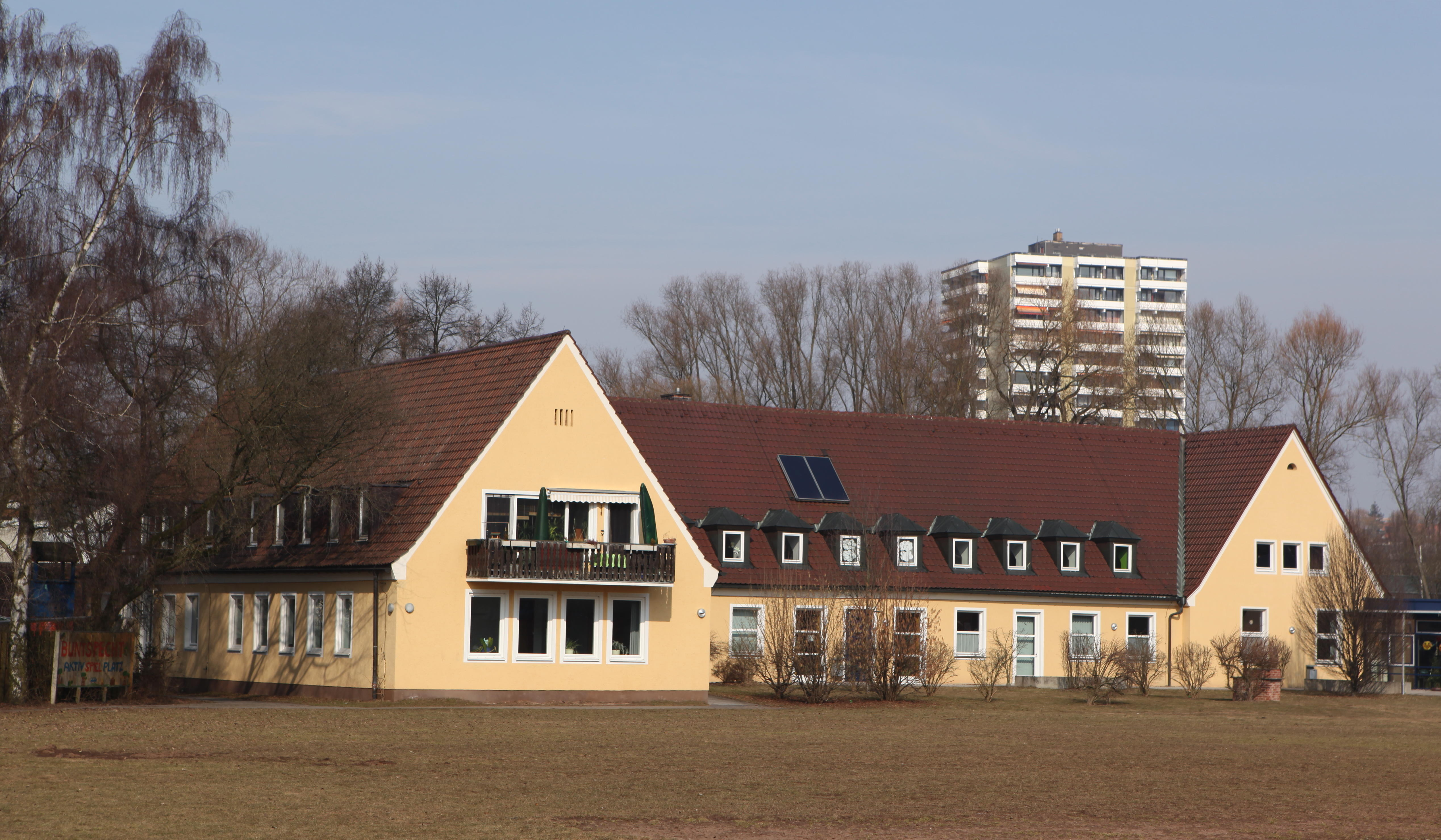
Stadtjugendheim in der Rosenauer Straße, ehemals Heim der Hitlerjugend

Im Jahr 1914 erwarb das damalige Überlandwerk Coburg das Wasserrecht der Mainmühle in Hausen, bemühte sich aber nicht um den Bau eines Flusskraftwerkes. Schwede forcierte schließlich Anfang der 1930er Jahre als Arbeitsbeschaffungsmaßnahme und Prestigeprojekt die Errichtung des Laufwasserkraftwerkes. Die Finanzierung erfolgte vor allem durch das Reinhardt-Programm, durch Öffa-Wechsel und durch Förderbeiträge der Reichsanstalt für Arbeitsvermittlung und Arbeitslosenversicherung. Die Grundsteinlegung war am 21. September 1933, die Einweihung folgte am 12. September 1934.:S. 218
Im Jahr 1933 erwarb die Stadt Coburg die Liegenschaften der Duscowerke in der Uferstraße 7 und stellte sie dem Reichsarbeitsdienst für ein Stammlager zur Verfügung. Das Anwesen bezog die Abteilung 3/280 mit dem Namen „Der Sandwirt von Tirol“. Die Einweihung eines Neubaus für den RAD-Gruppenstab folgte 1937. Die Gebäude wurden im Zweiten Weltkrieg zerstört.
Im Jahr 1934 musste die Gesellschaft „Verein“, die Eigentümer und Betreiber des Gesellschaftshauses am Ernstplatz war, ihr Veranstaltungsgebäude von 1873 an die am 14. Oktober 1933 gegründete gemeinnützige Adolf-Hitler-Haus-Genossenschaft für 60.000 Reichsmark veräußern. Das Gebäude, unter anderem mit einem Saal für zirka 450 Personen, wurde nach Plänen von Reinhard Claaßen neuklassizistisch umgebaut und am 16. Oktober 1934 mit Reden von Schwede und dem NSDAP-Gauleiter der Bayerischen Ostmark sowie Bayerischen Kultusminister Hans Schemm eingeweiht. Es diente die folgende Jahre unter der Bezeichnung Adolf-Hitler-Haus als repräsentative Parteizentrale der örtlichen NSDAP. Vorbild war das Braune Haus der NSDAP in München. Während der Kämpfe um Coburg im April 1945 wurde das Gebäude zerstört und 1955 abgerissen.
An der neuen Verknüpfung von Mohrenstraße und Steinweg ließ die Stadt 1936/37 im Rahmen einer punktuellen Altstadtsanierung ein repräsentatives Wohn- und Geschäftshaus errichten. Der sogenannte Gräfsblock wurde von der lokalen NS-Propaganda als Symbol der Schaffenskraft der neuen Coburger Stadtverwaltung dargestellt.
An der Rosenauer Straße entstand 1937 das erste Heim der Hitlerjugend des neu geschaffenen Gaus Bayerische Ostmark. Das im von den Nationalsozialisten propagierten Stil des „Bauens im Neuen Reich“ errichtete Gebäude mit einem mittigen, mit drei Portalen versehenen Eingang und Querbauten war unter anderem mit Scharräumen, Führerzimmer und Ehrenhalle ausgestattet. Die Einweihung des insgesamt rund 133 Tausend Reichsmark teuren Heims war am 5. Dezember 1937 in Anwesenheit der HJ Gebietsführung 22 und 2500 Hitlerjungen. Nach dem Krieg wurde das Stadtjugendheim in dem Haus untergebracht.

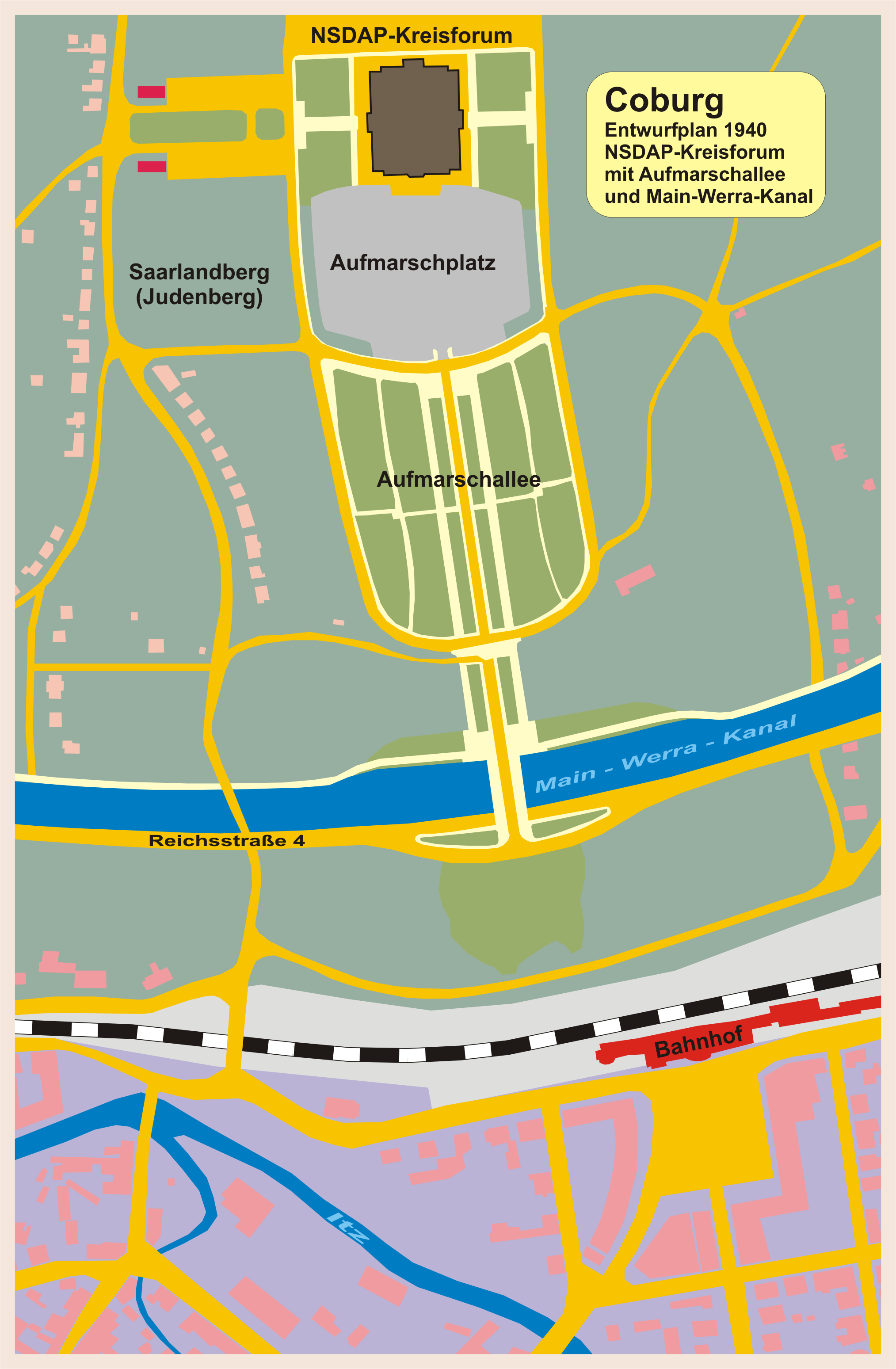
Geplantes Kreisforum

Entwürfe gab es von Fritz Schaller für eine Thingstätte unterhalb des Bismarckturms und von Reinhard Claassen für eine monumentale Gedenkhalle für die Gefallenen der Kriege. Pläne der NSDAP von 1940 für ein so genanntes Kreisforum auf dem unbebauten Judenberg, oberhalb vom geplanten Main-Werra-Kanal, als Pendant zur gegenüberliegenden Veste Coburg, mit einer Aufmarschallee, einem Aufmarschplatz für 10.000 Personen und einer Festhalle mit 3500 Quadratmeter Grundfläche kamen aufgrund des Krieges nicht zur Ausführung. Das Gleiche gilt für die Erweiterung des Coburger Rathauses im Rahmen des Neubaus der Stadtsparkasse. Dabei sollte am Rathaus an dem westlichen Ende ein neuer Coburger Erker, der „Führererker“, entstehen.
Nach 1933 bot sich für Coburg die Möglichkeit wieder Garnisonsstadt zu werden. Hierzu waren 30.000 Einwohner erforderlich, deshalb wurden am 1. Juli 1934 Ketschendorf, Wüstenahorn, Cortendorf und Neuses, trotz starker Widerstände, eingemeindet. Dadurch erhöhte sich die Einwohnerzahl um 3.331 auf 29.094.:S. 127 Um für die Kasernenneubauten die erforderlichen Flächen der Wehrmacht kostenlos zur Verfügung stellen zu können, zwang der zweite Bürgermeister Otto Schmidt, und Nachfolger des Oberbürgermeisters Schwede, die Grundstückseigentümer des Rittergutes Neudörfles, die Familie Ulmann, durch Drohungen und parteilichen Druck einem Tausch zuzustimmen, bei dem die Familie ein kleineres Grundstück ohne Ausgleichszahlung zugewiesen bekam.:S. 410 Am 2. Oktober 1934 folgte der Baubeginn der Hindenburgkaserne und eines Verpflegungslagers in Neuses sowie am 4. Oktober 1934 mit dem II. Bataillon des Infanterieregiments 42 „Bayreuth“ die erste Stationierung von Wehrmachtseinheiten.:S. 129 Als weitere Truppenunterkünfte wurden in folgenden Jahren noch die Von-Berg-Kaserne und die Passchendaele-Kaserne errichtet.(Siehe Hauptartikel: Coburger Kasernen)

#### Landestheater
Beim Coburger Landestheater hatte seit 1924 der Verwaltungsausschuss, bestehend aus Vertretern der Stadt und der bayerischen Regierung, neben der wirtschaftlichen Überwachung auch beim Spielplan ein Mitspracherecht.:S. 399 Die Dreigroschenoper von Bertolt Brecht kam beispielsweise aus parteipolitischen Gründen nicht zur Aufführung.:S. 405 Ab 1929 wurde das Engagement von jüdischen Künstlern abgelehnt.:S. 417 Im Jahr 1933 wies die Stadtverwaltung das Theater intern an, dass ein Besuch des Landestheaters durch Juden unerwünscht sei.:S. 422 Eine vorzeitige Nazifizierung des Landestheaters vollzog sich insbesondere unter dem ab Juli 1931 zwei Jahre amtierenden Intendanten Oskar Walleck, dessen Spielplan vor allem Schauspiele eines Theaters der Rechten umfasste.:S. 407 Unter den Nachfolgern Hans Abrell (1933–1935) und Erwin Dietrich (1935–1943) wurde das ehemalige Hoftheater in ein nationalsozialistisches Volkstheater mit einem Zugang des theaterfernen Publikums umgewandelt. Bezüglich der Auswahl der Stücke des Spielplans war gemäß dem Theatergesetz vom 15. Mai 1935 eine Bestätigung durch die Reichstheaterkammer erforderlich.:S. 410

### Nach Kriegsende
Im Rahmen der Entnazifizierung wurden alle Parteigenossen, die vor dem 1. Mai 1937 die NSDAP-Mitgliedschaft erworben hatten, von der amerikanischen Militärregierung entlassen. Im Herbst 1945 waren dies 247 der 328 Stadtbediensteten, weitere 30 Personen folgten im Dezember. Von den 150 Mitarbeitern der Sparkasse verloren 104 ihren Arbeitsplatz.:S. 391 Zur Stadtratswahl am 26. Mai 1946 waren wegen der NS-Vergangenheit 2.600 Einwohner nicht wahlberechtigt. Die SPD erhielt 39,2 % der Stimmen, wurde stärkste Fraktion und stellte mit Ludwig Meyer den Oberbürgermeister. Bei den Stadtratswahlen am 30. Mai 1948 erhielt mit 32,0 % die FDP, die damals vielerorts als Hort nationalkonservativer Ideologie galt, die meisten Stimmen und der Rechtsanwalt Walter Langer (FDP), der oft als Verteidiger in den Entnazifizierungsverfahren aktiv war, wurde zum Oberbürgermeister gewählt.
Die Ereignisse im März und April 1933 führten im Jahr 1951 gegen Schwede, Mazuw und zehn weitere ehemalige SS-Mitglieder zu einem Strafverfahren vor dem Coburger Landgericht wegen Freiheitsberaubung, Körperverletzung und Nötigung im Amt. Unter anderem wurden in dem gut zweimonatigen Verfahren 159 Zeugen vernommen und 117 Opfer festgestellt. Juden waren nicht unter den Zeugen. Am 7. April 1951 war Urteilsverkündung. Schwede wurde wegen 52facher Körperverletzung im Amt in Tateinheit mit versuchter Nötigung zu zehn Jahren, Mazuw wegen 62facher Körperverletzung im Amt in Tateinheit mit zweifacher versuchter Nötigung zu acht Jahren und neun Monaten, der SS-Angehörige und Hilfspolizist Gustav Arnold wegen zweifacher gefährlicher Körperverletzung in Tateinheit mit zweifacher versuchter Nötigung zu zehn Monaten und der SS-Angehörige und Hilfspolizist Rudolf Höhn wegen dreifacher gefährlicher Körperverletzung zu acht Monaten Gefängnis verurteilt.:S. 757 Gegen drei Angeklagte wurde das Verfahren aufgrund des Straffreiheitsgesetzes vom 31. Dezember 1949 und gegen zwei wegen Strafverfolgungsverjährung eingestellt. Drei Angeklagte wurden freigesprochen. Der SS-Führer August Rittweger war schon im April 1948 für seine Beteiligung an den Gewaltexzessen zu zehn Jahren Gefängnis verurteilt worden.:S. 754

## Antisemitismus

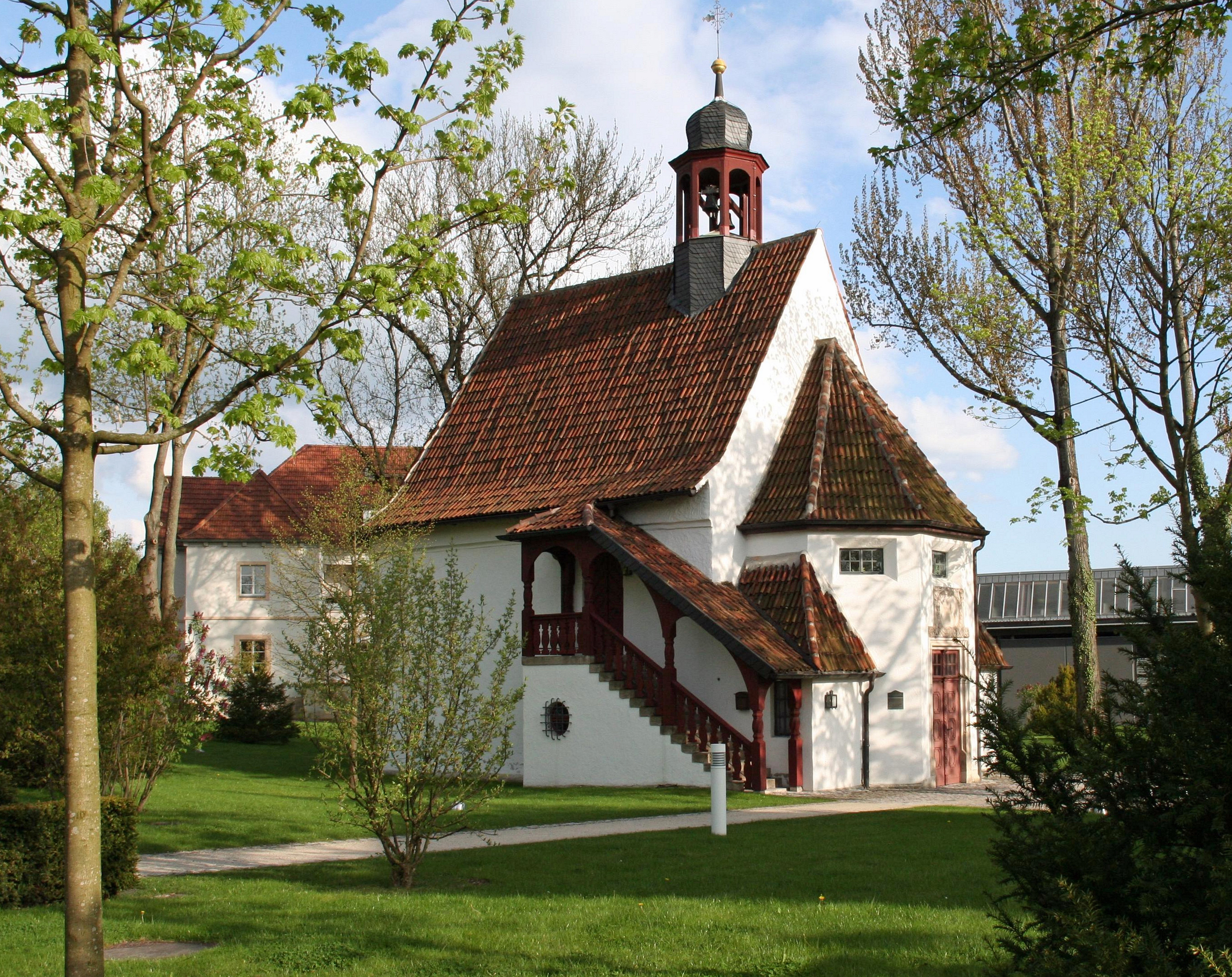
Nikolaikirche in Coburg

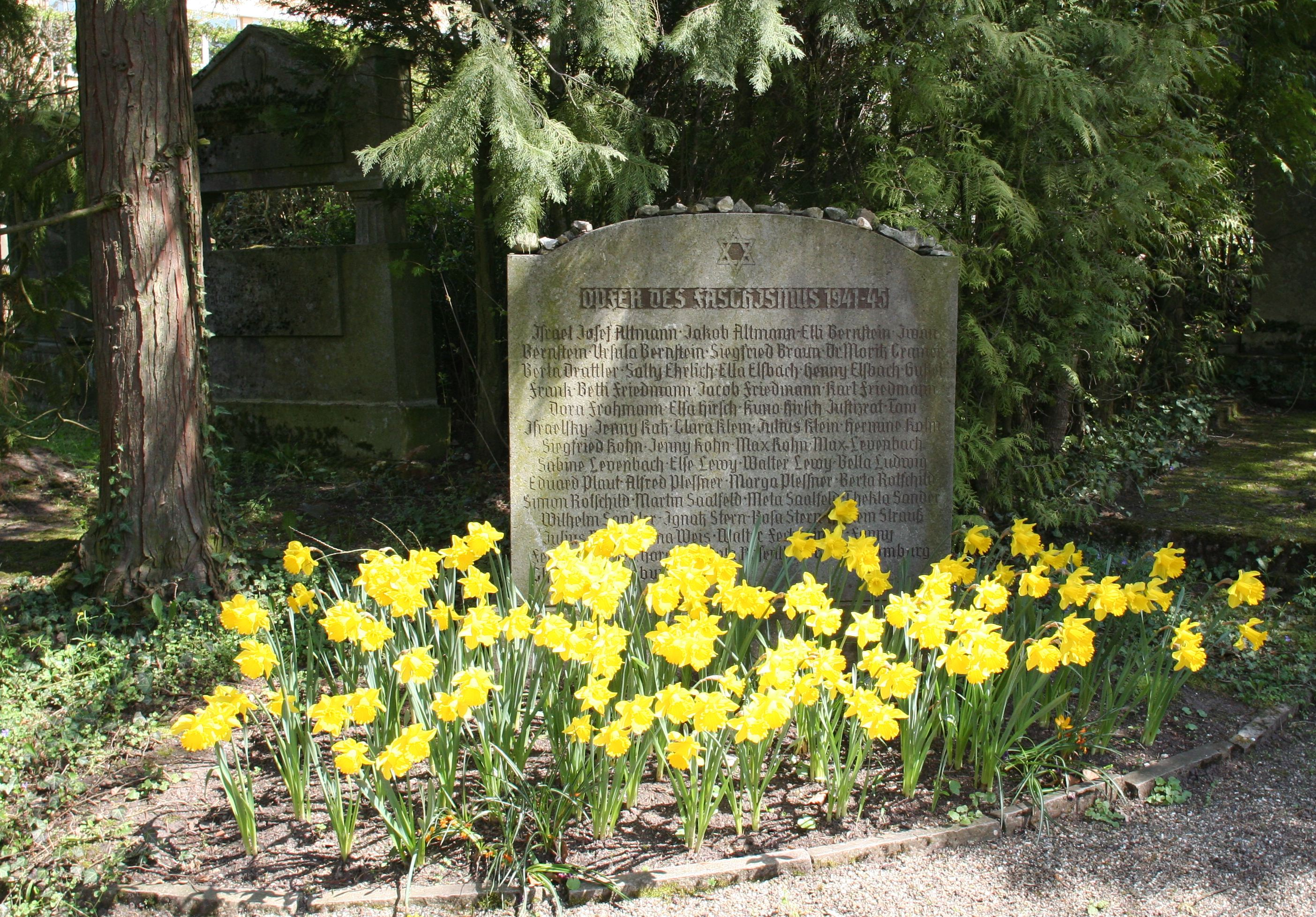
Gedenkstein auf dem jüdischen Friedhof

Antisemitische Hetzartikel veröffentlichte ab 1923 die Zeitung Coburger Warte. Nachdem diese aus wirtschaftlichen Gründen im Januar 1925 eingestellt worden war, folgte 1926 die NSDAP-Parteizeitung Der Weckruf als judenfeindliches Hetzblatt, das in Aufmachung und Stil wie Der Stürmer gestaltet war. Am 25. Januar 1929 erschien die C.V.-Zeitung des Centralvereins deutscher Staatsbürger jüdischen Glaubens in Berlin mit der Überschrift Koburg. In einem ganzseitigen Artikel wurde Coburg als Hochburg und Brutstätte antisemitischer Ausschreitungen beschrieben. Tätliche Angriffe gegen jüdische Einwohner und deren Eigentum gehörten damals zur Tagesordnung, die Ermittlungen der Stadtpolizei waren im Regelfall erfolglos. Im Rahmen einer Werbeaktion in der Coburger National-Zeitung wurde am 14. Februar 1931 unter dem Kennwort Der Geschäftsjude ein Preisausschreiben veranstaltet und erstmals in einer Stadt Deutschlands zum Boykott jüdischer Firmen aufgerufen.
Auf Antrag von Franz Schwede beschloss der Coburger Stadtrat am 23. September 1932, der jüdischen Gemeinde zum Jahresende den Vertrag zur Überlassung der Nikolaikirche als Synagoge zu kündigen. Am 16. März 1933 wurde die Synagoge geschlossen.
Im März 1933, als Coburg rund 26.000 Einwohner besaß – davon 233 jüdischen Glaubens – begann der offene Terror gegen Kritiker der NSDAP und jüdische Einwohner. Insgesamt wurden 39 Juden von der städtischen Notpolizei festgenommen und im Regelfall gefoltert. Jakob Friedmann, 1920 und 1928 schon von Nationalsozialisten verbal angegriffen, verschleppten Unbekannte am 15. März und misshandelten ihn schwer. Die Demonstrationen gegen jüdische Geschäfte fanden am 1. April mit dem deutschlandweiten Boykotttag einen Höhepunkt.:S. 55 ff Die sechs Kaufhäuser wurden bis 1936 „arisiert“, darunter 1935 das Modehaus M. Conitzer & Söhne in der Spitalgasse 19. Im August 1935 begannen auf Eigeninitiative Coburger Kinos, Geschäfte und Lokale Juden den Zutritt zu verbieten, im Landestheater Coburg waren sie unerwünscht.:S. 82 ff In der Nacht zum 10. November 1938 wurden jüdische Geschäfte verwüstet und Schaufenster zerschlagen, die Betstube im Wohnhaus Hohen Straße 30 wurde zerstört. Die ehemalige Synagoge blieb unversehrt. Für viele der noch 133 Mitglieder der jüdischen Gemeinde folgte die Verhaftung, wobei 35 Männer in der Angerturnhalle, vor der antijüdische Demonstrationen stattfanden, festgehalten wurden. 16 Personen überführte die SA nach Hof.:S. 91 ff
Im Dezember 1938 benannte die Stadtverwaltung die Judengasse in Marktgasse, das Judentor in Markttor, den Judenberg in Saarlandberg und die Judenbrücke in Itzbrücke um. 1941 lebten noch 41 Juden in der Stadt, die meist als Zwangsarbeiter eingesetzt wurden. 37 Coburger Juden deportierte das NS-Regime. Am 19. November meldete der Oberbürgermeister (von 1938 bis 1945) August Greim die Stadt Coburg als „judenfrei“, vier jüdische Frauen entgingen den Deportationen, da sie mit „deutschblütigen“ Männern verheiratet waren.:S. 119 Auf dem jüdischen Friedhof in Coburg steht ein Gedenkstein mit den Namen von 48 Coburger Juden, die dem Nationalsozialismus zum Opfer fielen. Die Aufzählung ist aber unvollständig. Das Gedenkbuch des Bundesarchivs für die Opfer der nationalsozialistischen Judenverfolgung in Deutschland verzeichnet namentlich 65 jüdische Einwohner Coburgs, die deportiert und größtenteils ermordet wurden.

### Audio
- Coburg und der Nationalsozialismus - Eine Stadt als Experimentierkammer für das Dritte Reich, von Brigitte Baetz, Deutschlandfunk, „Das Feature“, 50 Minuten, 8. Februar 2019, Audio-Version 1/2 Jahr online